# 韋普里克河 (普肖爾河支流)
韋普里克河（烏克蘭語：Веприк），是烏克蘭的河流，位於該國中部，屬於普肖爾河的左支流，發源自烏多維琴基，流經波爾塔瓦州，河道全長17公里，流域面積200平方公里。